# Grand Prix Hassan II 2010 - Qualificazioni singolare
Le qualificazioni del singolare del Grand Prix Hassan II 2010 sono state un torneo di tennis preliminare per accedere alla fase finale della manifestazione. I vincitori dell'ultimo turno sono entrati di diritto nel tabellone principale. In caso di ritiro di uno o più giocatori aventi diritto a questi sono subentrati i lucky loser, ossia i giocatori che hanno perso nell'ultimo turno ma che avevano una classifica più alta rispetto agli altri partecipanti che avevano comunque perso nel turno finale.
Le qualificazioni del Grand Prix Hassan II 2010 prevedevano 32 partecipanti di cui 4 sono entrati nel tabellone principale.

## Teste di serie
1. Jarkko Nieminen (Qualificato)
2. Frederico Gil (ultimo turno)
3. Iván Navarro (Qualificato)
4. Stefan Koubek (Qualificato)

1. Alberto Martín (primo turno)
2. David Guez (secondo turno)
3. Ivan Dodig (ultimo turno)
4. Flavio Cipolla (primo turno)

## Qualificati
1. Jarkko Nieminen
2. Martin Kližan

1. Iván Navarro
2. Stefan Koubek

## Tabellone

### Legenda
| - Q = Qualificato - WC = Wild card - LL = Lucky loser | - ALT = Alternate - SE = Special Exempt - PR = Protected Ranking | - w/o = Walkover - r = Ritirato - d = Squalificato |

### Sezione 1
|  | Primo turno   | Primo turno        | Primo turno        | Primo turno | Primo turno |  |  | Secondo turno      | Secondo turno      | Secondo turno      | Secondo turno | Secondo turno |   |   | Ultimo turno | Ultimo turno    | Ultimo turno    | Ultimo turno | Ultimo turno |  |
|  |               |                    |                    |             |             |  |  |                    |                    |                    |               |               |   |   |              |                 |                 |              |              |  |
|  | 1             | Jarkko Nieminen    | 5                  | 6           | 7           |  |  |                    |                    |                    |               |               |   |   |              |                 |                 |              |              |  |
|  |               | Oliver Marach      | 7                  | 3           | 5           |  |  | 1                  | Jarkko Nieminen    | Jarkko Nieminen    | 6             | 6             |   |   |              |                 |                 |              |              |  |
|  | Talal Ouahabi | Talal Ouahabi      | Talal Ouahabi      | 6           | 6           |  |  |                    | Talal Ouahabi      | Talal Ouahabi      | 1             | 0             |   |   |              |                 |                 |              |              |  |
|  | George Bastl  | George Bastl       | George Bastl       | 2           | 4           |  |  |                    |                    |                    |               |               |   |   | 1            | Jarkko Nieminen | Jarkko Nieminen | 6            | 6            |  |
|  | A Menéndez    | A Menéndez         | 5                  | 7           | 6           |  |  |                    |                    |                    | A Menéndez    | A Menéndez    | 2 | 0 |              |                 |                 |              |              |  |
|  | Jurij Ščukin  | Jurij Ščukin       | 7                  | 5           | 4           |  |  | A Menéndez         | A Menéndez         | A Menéndez         | 6             | 6             |   |   |              |                 |                 |              |              |  |
|  |               | I Cervantes Huegun | I Cervantes Huegun | 6           | 6           |  |  | I Cervantes Huegun | I Cervantes Huegun | I Cervantes Huegun | 4             | 4             |   |   |              |                 |                 |              |              |  |
|  | 8             | Flavio Cipolla     | Flavio Cipolla     | 4           | 2           |  |  |                    |                    |                    |               |               |   |   |              |                 |                 |              |              |  |

### Sezione 2
|  | Primo turno      | Primo turno      | Primo turno      | Primo turno | Primo turno |  |  | Secondo turno | Secondo turno    | Secondo turno    | Secondo turno | Secondo turno |   |   | Ultimo turno | Ultimo turno  | Ultimo turno  | Ultimo turno | Ultimo turno |  |
|  |                  |                  |                  |             |             |  |  |               |                  |                  |               |               |   |   |              |               |               |              |              |  |
|  | 2                | Frederico Gil    | 4                | 6           | 6           |  |  |               |                  |                  |               |               |   |   |              |               |               |              |              |  |
|  |                  | Lamine Ouahab    | 6                | 3           | 2           |  |  | 2             | Frederico Gil    | Frederico Gil    | 6             | 6             |   |   |              |               |               |              |              |  |
|  | G Trujillo Soler | G Trujillo Soler | G Trujillo Soler | 6           | 6           |  |  |               | G Trujillo Soler | G Trujillo Soler | 4             | 4             |   |   |              |               |               |              |              |  |
|  | Mohamed Saber    | Mohamed Saber    | Mohamed Saber    | 0           | 1           |  |  |               |                  |                  |               |               |   |   | 2            | Frederico Gil | Frederico Gil | 2            | 6(1)         |  |
|  | Martin Kližan    | Martin Kližan    | 7                | 3           | 6           |  |  |               |                  |                  | Martin Kližan | Martin Kližan | 6 | 7 |              |               |               |              |              |  |
|  | Leoš Friedl      | Leoš Friedl      | 65               | 6           | 3           |  |  |               | Martin Kližan    | Martin Kližan    | 7             | 6             |   |   |              |               |               |              |              |  |
|  | 6                | David Guez       | 6                | 6           | 3           |  |  | 6             | David Guez       | David Guez       | 65            | 2             |   |   |              |               |               |              |              |  |
|  |                  | M Á López Jaén   | 7                | 4           | 0r          |  |  |               |                  |                  |               |               |   |   |              |               |               |              |              |  |

### Sezione 3
|  | Primo turno      | Primo turno      | Primo turno      | Primo turno | Primo turno |  |  | Secondo turno | Secondo turno    | Secondo turno   | Secondo turno | Secondo turno |    |    | Ultimo turno | Ultimo turno | Ultimo turno | Ultimo turno | Ultimo turno |  |
|  |                  |                  |                  |             |             |  |  |               |                  |                 |               |               |    |    |              |              |              |              |              |  |
|  | 3                | Iván Navarro     | Iván Navarro     | 6           | 6           |  |  |               |                  |                 |               |               |    |    |              |              |              |              |              |  |
|  |                  | Matwé Middelkoop | Matwé Middelkoop | 1           | 4           |  |  | 3             | Iván Navarro     | Iván Navarro    | 6             | 6             |    |    |              |              |              |              |              |  |
|  | Mehdi Benhammou  | Mehdi Benhammou  | Mehdi Benhammou  | 6           | 6           |  |  |               | Mehdi Benhammou  | Mehdi Benhammou | 0             | 1             |    |    |              |              |              |              |              |  |
|  | Ali El Alaoui    | Ali El Alaoui    | Ali El Alaoui    | 3           | 3           |  |  |               |                  |                 |               |               |    |    | 3            | Iván Navarro | 5            | 7            | 7            |  |
|  | José Checa Calvo | José Checa Calvo | José Checa Calvo | 6           | 6           |  |  |               |                  | 7               | Ivan Dodig    | 7             | 64 | 64 |              |              |              |              |              |  |
|  | David Škoch      | David Škoch      | David Škoch      | 1           | 4           |  |  |               | José Checa Calvo | 64              | 6             | 2             |    |    |              |              |              |              |              |  |
|  | 7                | Ivan Dodig       | Ivan Dodig       | 7           | 6           |  |  | 7             | Ivan Dodig       | 7               | 2             | 6             |    |    |              |              |              |              |              |  |
|  |                  | P Martín Adalia  | P Martín Adalia  | 5           | 1           |  |  |               |                  |                 |               |               |    |    |              |              |              |              |              |  |

### Sezione 4
|  | Primo turno     | Primo turno        | Primo turno     | Primo turno | Primo turno |  |  | Secondo turno      | Secondo turno      | Secondo turno | Secondo turno | Secondo turno |   |   | Ultimo turno | Ultimo turno  | Ultimo turno | Ultimo turno | Ultimo turno |  |
|  |                 |                    |                 |             |             |  |  |                    |                    |               |               |               |   |   |              |               |              |              |              |  |
|  | 4               | Stefan Koubek      | Stefan Koubek   | 6           | 6           |  |  |                    |                    |               |               |               |   |   |              |               |              |              |              |  |
|  |                 | Hamza Aglaib       | Hamza Aglaib    | 0           | 4           |  |  | 4                  | Stefan Koubek      | Stefan Koubek | 7             | 6             |   |   |              |               |              |              |              |  |
|  | Éric Prodon     | Éric Prodon        | Éric Prodon     | 7           | 6           |  |  |                    | Éric Prodon        | Éric Prodon   | 63            | 4             |   |   |              |               |              |              |              |  |
|  | G Alcaide       | G Alcaide          | G Alcaide       | 5           | 2           |  |  |                    |                    |               |               |               |   |   | 4            | Stefan Koubek | 65           | 6            | 6            |  |
|  | Antonio Veić    | Antonio Veić       | Antonio Veić    | 6           | 6           |  |  |                    |                    |               | Antonio Veić  | 7             | 3 | 4 |              |               |              |              |              |  |
|  | Mohcine Roudami | Mohcine Roudami    | Mohcine Roudami | 2           | 3           |  |  | Antonio Veić       | Antonio Veić       | 68            | 6             | 6             |   |   |              |               |              |              |              |  |
|  |                 | S Gutiérrez Ferrol | 63              | 7           | 6           |  |  | S Gutiérrez Ferrol | S Gutiérrez Ferrol | 7             | 1             | 4             |   |   |              |               |              |              |              |  |
|  | 5               | Alberto Martín     | 7               | 5           | 3           |  |  |                    |                    |               |               |               |   |   |              |               |              |              |              |  |